# Procolophonia
Procolophonia – grupa zauropsydów w randze podrzędu lub bez przyznanej rangi, należąca w zależności od przyjmowanej klasyfikacji do podgromady anapsydów lub do kladu Parareptilia. Procolophonia jako pierwszy wyróżnił i nazwał Harry Seeley (1888), zaliczając je do anomodontów; Case (1911) sklasyfikował je jako podrząd należący do kotylozaurów, zaś Olson (1947) i Iwachnienko (2008) – jako podrząd należący do Parareptilia.
W klasyfikacjach tworzonych przez różnych autorów Procolophonia obejmowały różne grupy anapsydów. Case (1911) zaliczył do Procolophonia rodziny Procolophonidae i Telerpetidae (obecnie uznawana za młodszy synonim Procolophonidae). Carroll (1988) zaliczył do Procolophonia jedną nadrodzinę Procolophonoidea z rodzinami Procolophonidae, Nyctiphruretidae i Sclerosauridae; Iwachnienko (2008) zaliczył do Procolophonia rodziny Procolophonidae i Spondylolestidae (przez innych autorów uważane za podrodzinę w obrębie Procolophonidae). Szerzej definiował Procolophonia Romer (1966), który oprócz Procolophonoidea zaliczał do nich również parejazaury i grupę Millerosauroidea.
Część autorów podjęła próby sformułowania definicji filogenetycznej Procolophonia. Laurin i Reisz (1995) zdefiniowali Procolophonia jako klad obejmujący ostatniego wspólnego przodka parejazaurów, rodziny Procolophonidae i żółwi oraz wszystkich jego potomków. Z kolei Lee (1997) zdefiniował Procolophonia jako klad obejmujący ostatniego wspólnego przodka rodzajów Owenetta i Barasaurus, rodzin Procolophonidae i Lanthanosuchidae, rodzaju Sclerosaurus, parejazaurów i żółwi oraz wszystkich jego potomków. Autorzy ci zakładali przynależność żółwi do Parareptilia i ich bliskie pokrewieństwo z nadrodziną Procolophonoidea lub ich przynależność do parejazaurów; z niektórych późniejszych badań wynika jednak przynależność żółwi do diapsydów, a w takim wypadku Procolophonia sensu Laurin i Reisz (1995) oraz Procolophonia sensu Lee (1997) stałyby się synonimem zauropsydów. Z tej przyczyny deBraga i Rieppel (1997) zdefiniowali Procophonia jako klad obejmujący ostatniego wspólnego przodka Pareiasauria i grupy Procolophoniformes oraz wszystkich jego potomków (przy czym autorzy ci definiują Procolophoniformes jako klad obejmujący ostatniego wspólnego przodka rodzin Procolophonidae i Owenettidae oraz wszystkich jego potomków; inni autorzy na określenie tego kladu używają nazwy Procolophonoidea).
Najstarsi znani przedstawiciele Procolophonia żyli w permie. Jeśli do Procolophonia sensu deBraga i Rieppel (1997) należą żółwie, to grupa ta ma w dalszym ciągu żyjących przedstawicieli; jeśli natomiast żółwie są diapsydami, to Procolophonia są grupą wymarłą, a ich ostatnimi znanymi przedstawicielami były wymarłe pod koniec triasu Procolophonoidea. Do Procolophonia sensu deBraga i Rieppel z pewnością należą parejazaury i grupa Procolophonoidea z rodzinami Procolophonidae i Owenettidae; z niektórych analiz kladystycznych wynika, że dodatkowo może należeć do nich grupa Lanthanosuchoidea, rodzaje Bashkyroleter, Emeroleter, Macroleter, Nycteroleter i Tokosaurus, rodzina Bolosauridae oraz rodzaj Nyctiphruretus. Znane ze wszystkich kontynentów.